# Deux ou trois choses que je sais d'elle
Pour plus de détails, voir Fiche technique et Distribution.
Deux ou trois choses que je sais d'elle est un film franco-italien réalisé par Jean-Luc Godard, sorti en 1967.
Il s'agit du portrait de Juliette Jeanson, jeune mère de famille habitant dans un grand ensemble de la région parisienne, qui s'adonne à la prostitution occasionnelle. À travers elle, le portrait est également celui de la société tout entière, et de la région parisienne des années 1960.

## Synopsis
« 2 ou 3 choses que je sais d'elle / Elle, la région parisienne. »

— Cartons du générique.
La voix hors champ du narrateur (interprétée par Jean-Luc Godard), présente au début du film sa protagoniste Juliette Janson et simultanément l'actrice Marina Vlady. Le film suit 24 heures de la vie de cette femme, jeune mère de famille, tout en montrant la vie d'une ville : le « elle » du titre est en fait à la fois Juliette et Paris.
Le soir, après le dîner, Juliette fait la vaisselle pendant que son mari Robert écoute la radio avec son ami Roger ; ils captent un signal dans lequel le président des États-Unis annonce des bombardements sur le Nord-Vietnam, puis sur Pékin et enfin sur Moscou. Juliette va se coucher, son jeune fils entre dans la chambre pour lui raconter un rêve : elle a vu deux enfants identiques marcher dans la rue et se fondre en un seul, et a compris qu'il s'agissait du Nord et du Sud du Viêt Nam qui se réunifiaient.
Le lendemain matin, Juliette emmène sa fille dans un jardin d'enfants situé dans un appartement, tenu par un vieil homme, et paie avec une barre de chocolat ; le même local sert également de lieu de rendez-vous pour des prostituées occasionnelles ; en effet, un couple entre pour s'isoler dans une chambre, l'homme paie avec des conserves.
Juliette, quant à elle, fréquente l'appartement pour des passes occasionnelles et utilise les recettes pour acheter des biens qu'elle ne pourrait pas s'offrir autrement. Elle se rend dans une boutique où elle porte des robes et des fourrures. Plus tard, elle suit son amie Marianne dans un hôtel pour un ménage à trois avec un Américain, journaliste envoyé à Saïgon et en vacances à Paris ; l'homme les fait se déshabiller complètement et les filme avec une caméra Super 8 alors qu'elles marchent en portant respectivement des sacs d'avion Pan Am et TWA sur la tête.
Pendant ce temps, son mari Robert, qui l'attend à une table dans un café voisin, discute avec une fille qui engage la conversation avec lui, ils parlent de sexe et aussi de langage. Dans le café se trouvent également les personnages du roman Bouvard et Pécuchet, de Gustave Flaubert, submergés de livres dont ils lisent quelques phrases au hasard.
Dans la scène suivante, Juliette répond à une sorte d'interview sur fond de quartier en construction, la caméra faisant de longs panoramiques sur les grues et les travaux. Le soir, Juliette rentre chez elle avec son mari et ses enfants, reprenant sa routine domestique. Plus tard, au lit, le couple lit, puis parle d'amour.
Dans le dernier plan, on voit en macro des cartons de différents produits de consommation disposés dans une prairie pour former une ville.

## Fiche technique
- Titre original : Deux ou trois choses que je sais d'elle
- Réalisation : Jean-Luc Godard assisté de Charles Bitsch
- Scénario : Jean-Luc Godard d'après Le Signe de Guy de Maupassant et un article de Catherine Vimenet publié dans Le Nouvel Observateur
- Dialogues : Jean-Luc Godard
- Photographie : Raoul Coutard
- Cadreur : Georges Liron
- Son : René Levert et Antoine Bonfanti
- Costumes : Gitt Magrini
- Montage : Françoise Collin et Chantal Delattre
- Musique additionnelle : Ludwig van Beethoven
- Production : Anatole Dauman et Raoul Lévy
- Sociétés de production : Argos Films (France), Anouchka Films (France), Les Films du Carrosse (France), Parc Films (France)
- Sociétés de distribution : UGC (France), Films Sirius (France), CFDC (Compagnie française de distribution cinématographique), Tamasa Distribution (France, étranger), Argos Films (vente à l'étranger)
- Pays d'origine : France et Italie
- Langues originales : français, italien
- Format : 35 mm — couleur (Eastmancolor) — 2,35:1 (Techniscope) — mono
- Genre : comédie dramatique, étude sociale
- Durée : 95 minutes
- Dates de sortie :
  - 17 mars 1967 avant-première au Théâtre des Champs-Élysées (dans le cadre de la Nuit des Sciences-politiques)
  - 18 mars 1967 généralisée (France)

## Distribution
- Marina Vlady : Juliette Jeanson
- Anny Duperey : Marianne

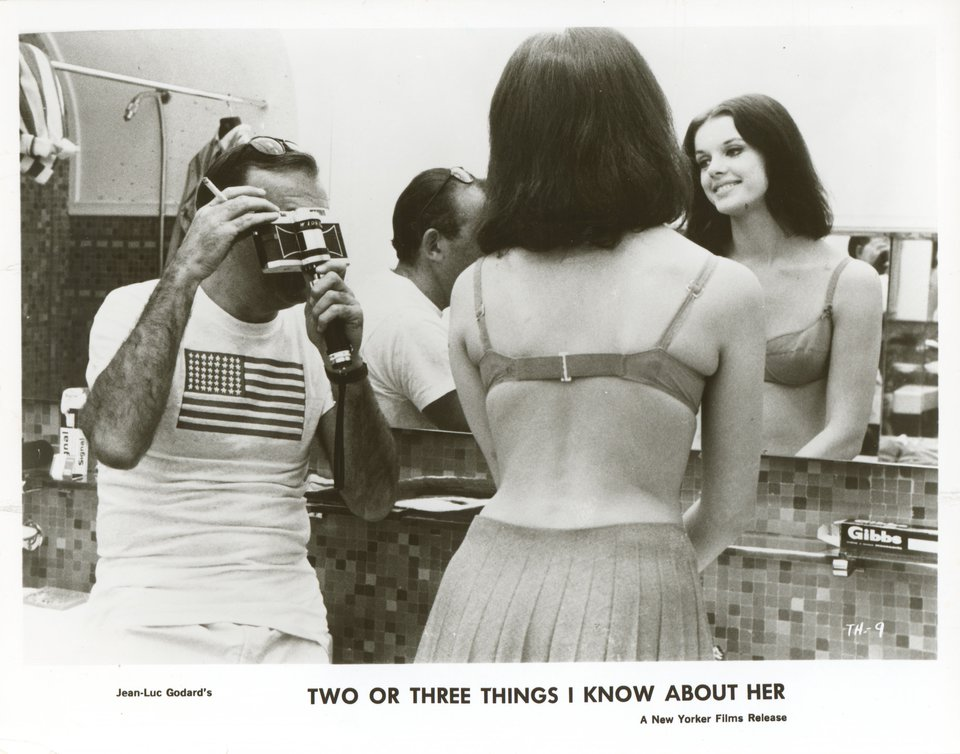
Photo promotionnelle d'Anny Duperey pour la sortie du film aux États-Unis.

- Roger Montsoret : Robert Jeanson, le mari de Juliette
- Jean Narboni : Roger
- Christophe Bourseiller : Christophe Jeanson, le fils de Juliette
- Marie Bourseiller : Solange Jeanson, la fille de Juliette
- Joseph Gehrard : Monsieur Gérard
- Raoul Lévy : John Bogus
- Helena Bielicic : la fille dans la baignoire
- Robert Chevassu : l'employé EDF
- Yves Beneyton : le jeune homme chevelu
- Jean-Pierre Laverne : l'écrivain
- Blandine Jeanson : l'étudiante
- Claude Miller : Bouvard
- Jean-Patrick Lebel : Pécuchet
- Juliet Berto : la fille qui parle à Robert
- Anna Manga : la fille dans la cave
- Benjamin Jules-Rosette : l'homme de couleur de peau noire dans la cave
- Helen Scott : la femme qui joue au flipper
- Élisabeth Margoni : une jeune femme dans le bar
- Jean-Luc Godard : voix off et préposé à l'EDF

## Production
Le cadre d'écriture et de réalisation du film est celui des Trente Glorieuses, période de profondes mutations de la France sous la présidence de Charles de Gaulle – modernisation du pays à grande vitesse, construction de grands ensembles pour pallier les crises du logement d'une population qui devient de plus en plus urbaine et bénéficie de surcroit d'une croissance démographique importante liée au baby-boom – dans le contexte international de la guerre du Viêt Nam et des affrontements idéologiques est-ouest auxquels Jean-Luc Godard s'est toujours intéressé.

Au début du film, en voix off murmurée, Jean-Luc Godard dit : 

« Le 19 août a été publié dans le journal officiel, une loi sur les services publics de la région parisienne. Deux jours plus tard, Paul Delouvrier est nommé préfet de Paris. La déclaration officielle dit qu'il est équipé de structures bien définies ». Godard ajoute : « il est sûr que l’aménagement de la région parisienne va permettre au gouvernement de poursuivre plus facilement sa politique de classe. Et aux grands monopoles d’organiser et d’en orienter l’économie sans tenir compte des besoins et des aspirations à une vie meilleure de ses 8 millions d'habitants. »

Il ajoute : 

« Quand on soulève les jupes de la ville, on en voit le sexe. »

— Jean-Luc Godard.

### Scénario
Polémique sur la préparation : Marie Cardinal décrit la période en amont du tournage dans son ouvrage Cet été-là, écrit en 1967 et dont la deuxième édition (seule disponible) parue aux Nouvelles Éditions Oswald en 1979, donne en annexe deux documents :
- « Examen du film dans son état actuel »
- « Choses à filmer »

La lecture de ces deux documents provoque chez Marie Cardinal une profonde colère car elle a travaillé sur les conditions difficiles de vie des « étoiles filantes », ces femmes obligées de se prostituer pour nourrir leur famille. L'auteure a pris la suite du travail d'investigation mené par la journaliste et écrivain Catherine Vimenet qui a fait l'objet d'un article polémique dans Le Nouvel Observateur titré « Les étoiles filantes ».

Accompagnée du photographe Nicolas Tikhomiroff, Marie Cardinal a enquêté dans les HLM de la périphérie de Paris (été 1966). Pour elle : 

« [le script de Godard] est un scandale et je le dis. Les "étoiles filantes" ne se prostituent pas pour acheter des robes, elles le font pour nourrir leurs enfants. Les "étoiles filantes" ne vont pas au George V, elles font le tapin du côté des Halles et hantent les hôtels meublés du quartier. Ce ne sont pas des pin-ups, elles sont moches. Présenter l'histoire de ces femmes différemment, c'est trahir leur cause, ! »

### Tournage

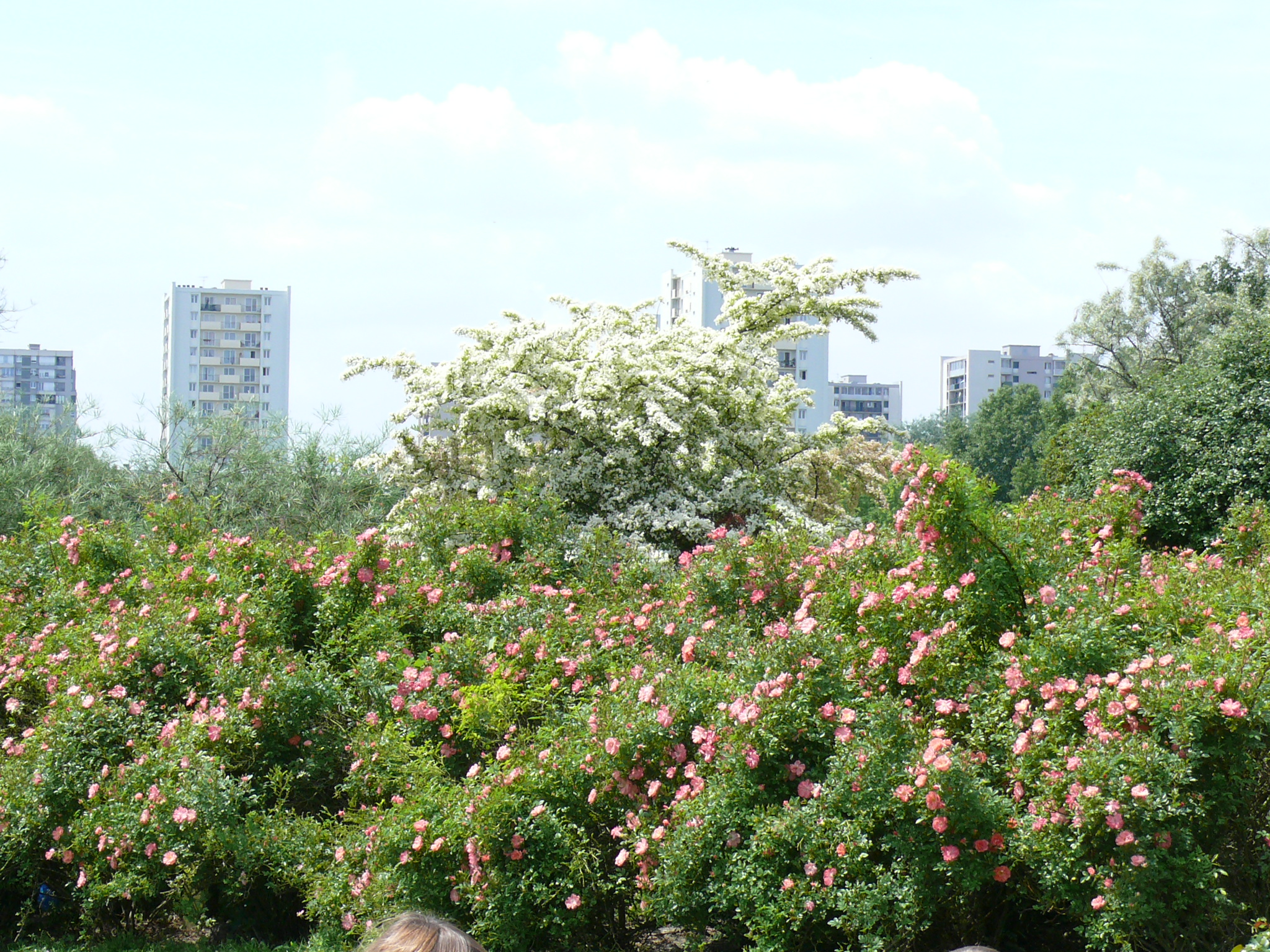
Grands ensembles vus depuis le parc de La Courneuve.

Le tournage se déroule du 8 août au 8 septembre 1966, avec les scènes extérieures réalisées à la Cité des 4000 à La Courneuve (Seine-Saint-Denis) et porte de la Chapelle à Paris.

Après que Marina Vlady a repoussé la demande en mariage de Jean-Luc Godard juste avant le début des prises de vue, celui-ci ne lui adresse plus la parole, comme elle le relate dans ses mémoires : 

## Accueil critique
Amy Taubin, critique au Village Voice, considère ce film comme l'une des plus grandes réussites de l'histoire du cinéma.

### Récompense
Il a reçu le Prix Marilyn Monroe du Cinéma en 1967, décerné par un jury exclusivement féminin comprenant Marguerite Duras, Florence Malraux, Anne Philipe ou Christiane Rochefort.

### Postérité
Le chanteur compositeur Yves Simon a dédié au film de Jean-Luc Godard sa chanson Deux ou trois choses que je sais d'elle  dans son album Liaisons.